# Base aérienne Engels-2
La base aérienne Engels-2 (en russe : Энгельс-2) est une base militaire située près des villes de Saratov et d'Engels, dans l'oblast de Saratov, en Russie.

## Historique

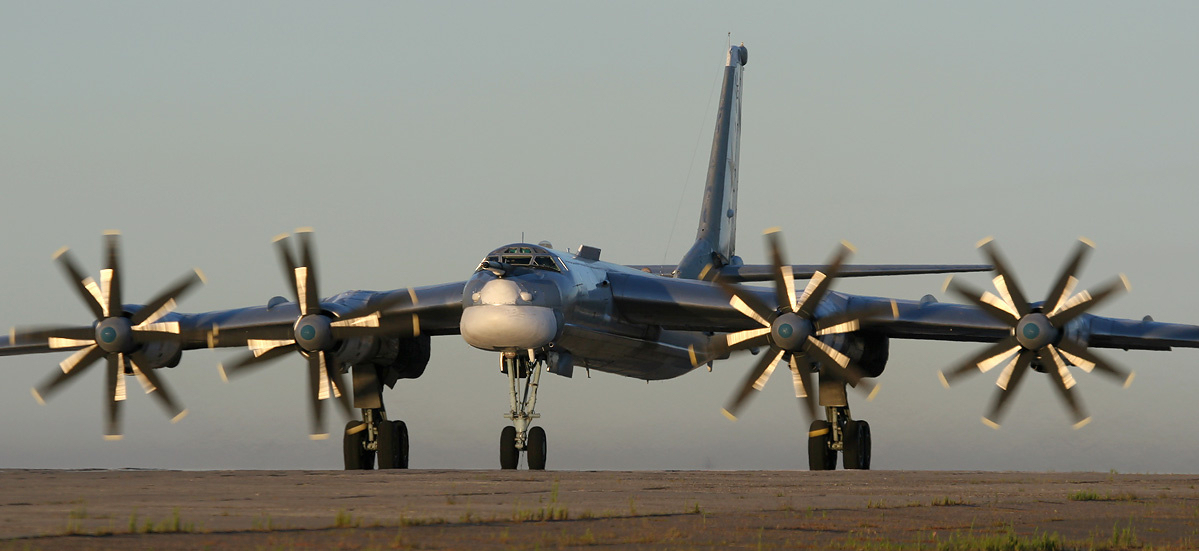
Un Tu-95 sur la base

À partir de 2020, les 16 bombardiers lourds supersoniques Tupolev Tu-160 de l'armée russe sont localisés sur cette base.
Le 26 novembre 2022, des photos satellite montrent 26 bombardiers stratégiques Tu-95 et Tu-160 sur la base, et 11 le 29 décembre 2022.
Le 5 décembre 2022, dans le cadre de l'invasion de l'Ukraine par la Russie en 2022, la base aérienne de l'aviation à long rayon d'action d'Engels est attaquée avec des drones ukrainiens de conception soviétique Tupolev Tu-141, endommageant un bombardier stratégique Tupolev Tu-95.
Une deuxième attaque a lieu dans la nuit du 25 au 26 décembre 2022, tuant trois militaires selon les autorités russes, quatre étant hospitalisés,. Bien que rien ne permet d'attester de dégâts aux infrastructures ou aux avions, les publications sur les réseaux sociaux confirment le déclenchement de l'alerte aérienne, des explosions ainsi que des incendies à proximité immédiate de la base. 
Début septembre 2023, les photos satellite dénombrent 5 Tu-95 (dont deux qui ne sont pas en état de voler) et trois Tu-160.
Le 10 janvier 2024, deux drones ukrainiens auraient attaqué la base aérienne d'Engels sans causer de dommages.
Le 27 juillet 2024, le renseignement ukrainien HUR revendique des frappes de drones sur les bases de Engels-2, Olenia et Daguilevo.
La nuit du 7 au 8 janvier 2025, une attaque de drones a ciblé le dépôt de carburant aéronautique situé au sud-ouest de la base causant l'embrasement de plusieurs réservoirs.
Le 20 mars 2025, au lendemain d'attaques russes contre les infrastructures civiles en Ukraine, une attaque ukrainienne sur la base provoque une explosion secondaire majeure. L'attaque menée par des drones a touché le site de stockage de munitions situé à l'est de la base. Les images satellites permettent de confirmer la destruction de nombreux espaces de stockage de munitions entreposées au moment de l'attaque. Des habitations situées à proximité immédiate ont été endommagées par les explosions secondaires. 
Le 6 juin 2025, l'Ukraine affirme avoir touché trois dépôts de carburant de la base. 

## Musée
La base héberge un musée de l'aviation.

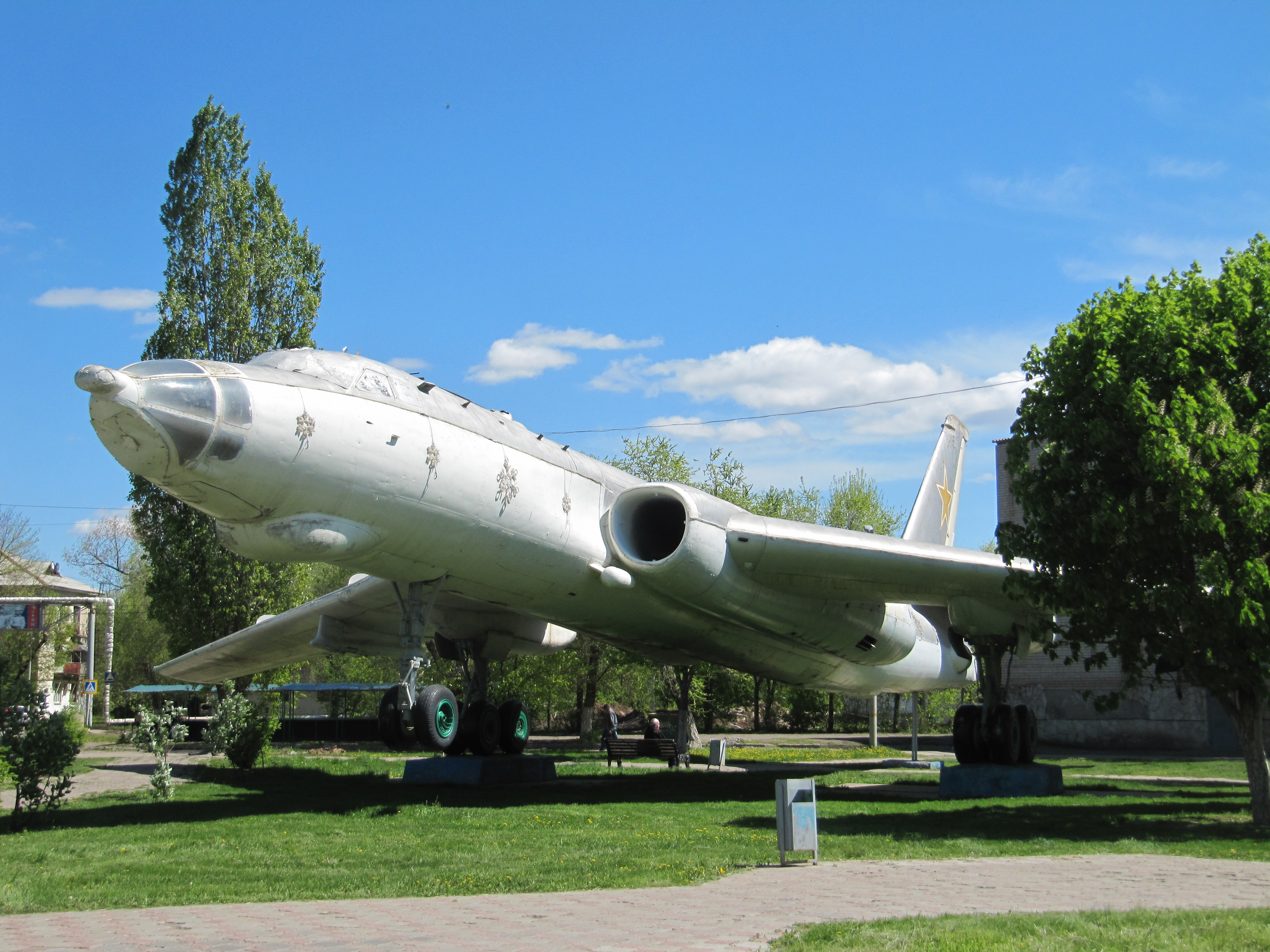
Un Tu-16
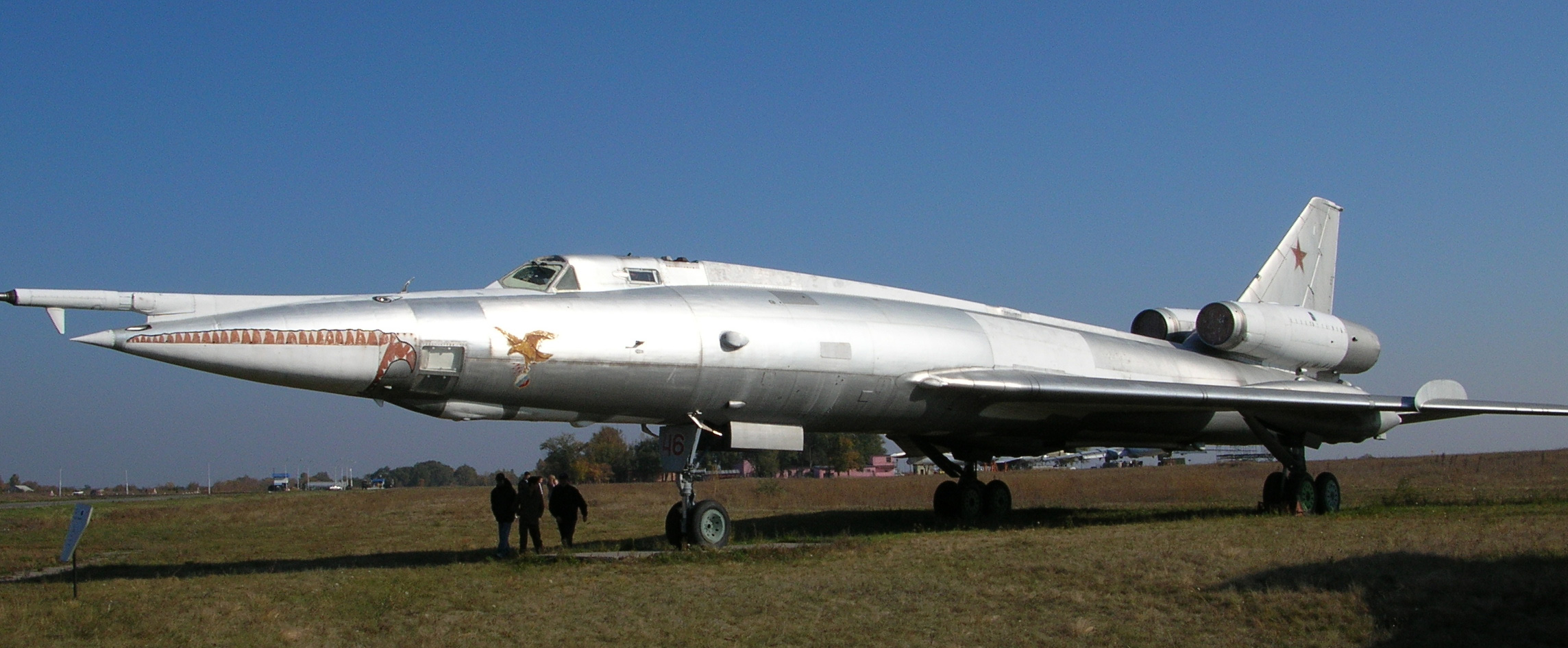
Un Tu-22
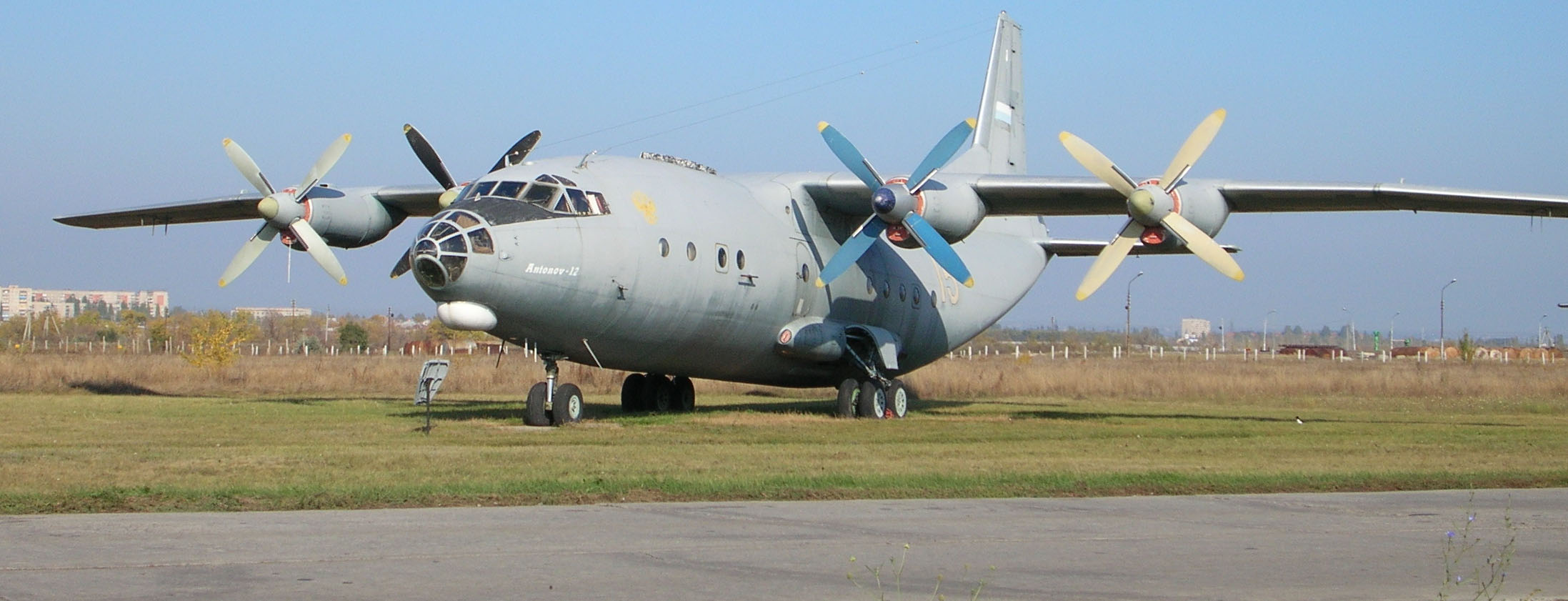
Un An-12
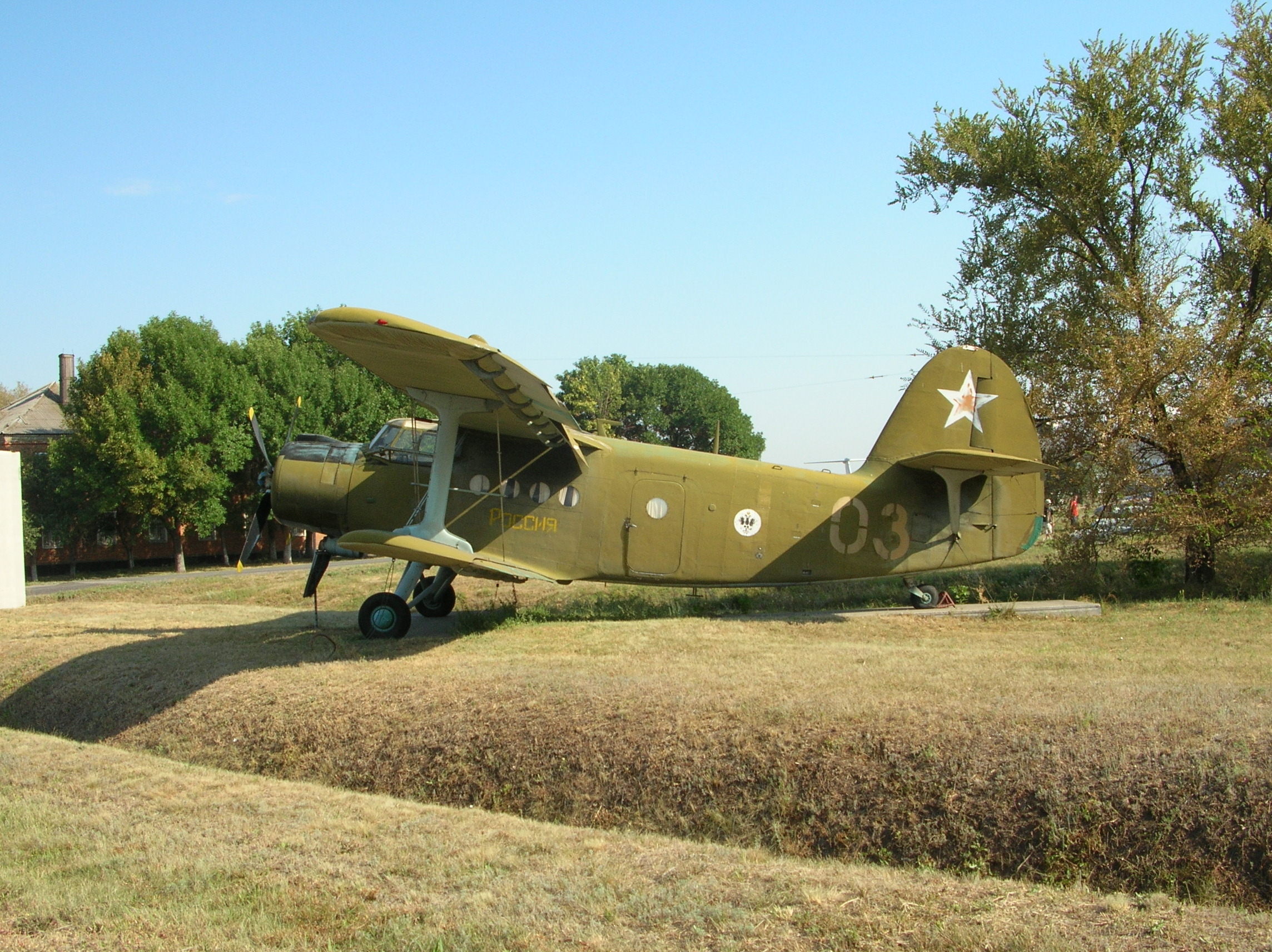
Un An-2